# Palazzo dei Merli (Portoferraio)

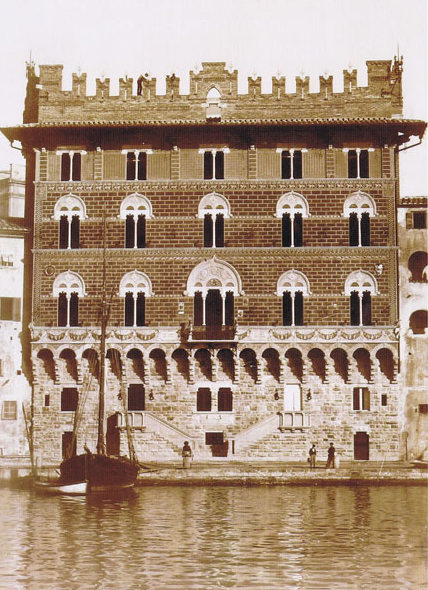
Il Palazzo dei Merli in un'immagine del 1904

Il Palazzo dei Merli  era un edificio in stile neogotico progettato dall'architetto fiorentino Adolfo Coppedè e costruito tra il 1901 e il 1904. Si trovava in Darsena, cioè nell'area portuale di Portoferraio. È stato distrutto dai bombardamenti alleati del marzo 1944. Al suo posto Giuseppe Cacciò fece progettare nel 1949 dall'architetto Roberto Lloyd, figlio del pittore Llewelyn Lloyd, il Grand Hôtel Darsena.

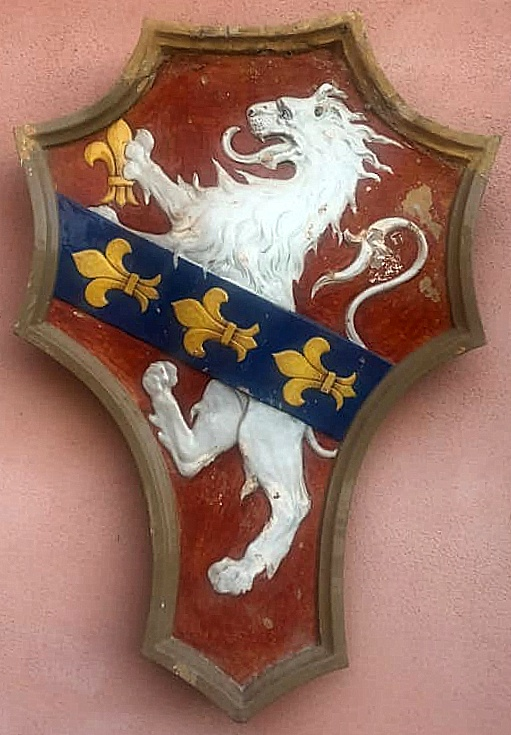
Formella originariamente collocata sul prospetto del Palazzo dei Merli

Il rudere bombardato del Palazzo Medievale, come veniva pure chiamato dalla popolazione, fu venduto per 5.000.000 di lire dalla famiglia Allori a Giuseppe Cacciò, il quale fondò la società Grande Albergo del Golfo.